# Kees Kunta Kinte
Kees Kunta Kinte, artiestennaam van Erwin Iwan Gezius (Suriname, 1947), is een Surinaams zanger, radiopresentator, cabaretier, deejay en entertainer.

## Biografie
Gezius vertrok in 1969 naar Nederland en ontleende zijn artiestennaam aan Kunta Kinte, een historisch persoon en een van de Gambiase slaven op wie de roman en de tv-serie Roots is gebaseerd.
Hij treedt op sinds het begin van de jaren 1970 en gaf een stem aan de gevoelens van de nieuwe bevolkingsgroepen in Nederland. In zijn teksten zette hij zich af tegen racisme en discriminatie. Hij riep op om de eigen culturele identiteit met de borst vooruit uit te dragen en te geloven in eigen kansen in de Nederlandse samenleving.
Hij trad in Nederland op tot na 2010 en presenteerde tot 2013 bij Radio Razo in Amsterdam-Zuidoost. Daarna keerde hij terug naar Suriname, waar hij af en toe optreedt met zijn Bitawiriband. Hij was in 2016 een van de artiesten die in Zus en Zo in Paramaribo optraden bij de presentatie van het boek Sranan gowtu, met onder meer een biografie van Gezius.